# Thalamoporella sibogae
Thalamoporella sibogae är en mossdjursart som beskrevs av Soule, Soule och Chaney 1992. Thalamoporella sibogae ingår i släktet Thalamoporella och familjen Thalamoporellidae. Inga underarter finns listade i Catalogue of Life.